# 142401 Simonhook
142401 Simonhook este o planetă minoră (asteroid) din centura de asteroizi. A fost descoperită pe 27 septembrie 2002 la Observatorul Palomar de Near Earth Asteroid Tracking. 
Obiectul prezintă o orbită caracterizată de o semiaxă mare de 2,4234583828137 UAi, o excentricitate de 0,21988833138863, o înclinație de 19,818871590159 ° în raport cu ecliptica.